# Xocalı (distriktshuvudort)
Xocalı (armeniska: Khojaly, Խոջալը, ryska: Ходжалы, Ходжалинская, armeniska: Ivanyan, Իվանյան) är en distriktshuvudort i Azerbajdzjan.   Den ligger i distriktet Xocalı Rayonu, i den centrala delen av landet, 270 km väster om huvudstaden Baku. Xocalı ligger 582 meter över havet och antalet invånare är 5 810.
Terrängen runt Xocalı är huvudsakligen kuperad, men den allra närmaste omgivningen är platt. Xocalı ligger nere i en dal. Runt Xocalı är det ganska glesbefolkat, med 34 invånare per kvadratkilometer.. Närmaste större samhälle är Stepanakert, 11,0 km söder om Xocalı. 
Omgivningarna runt Xocalı är en mosaik av jordbruksmark och naturlig växtlighet.